# Кнебель, Карл Людвиг фон
Карл Людвиг фон Кнебель (нем. Karl (Carl) Ludwig von Knebel; 30 ноября 1744, дворец Валлерштайн, Швабия — 23 февраля 1834, Йена, Германский союз) — немецкий лирик и переводчик, близкий друг Гёте.

## Биография
Получив гуманистическое школьное образование в Нёрдлингене, Карл Людвиг фон Кнебель в 1764 году начал изучать юриспруденцию в Галле, но вскоре был вынужден прервать обучение. В 1765 году он получил звание офицера в полку принца Пруссии. В это время он занялся переводами древнеримской классики и получил первый поэтический опыт.
В 1773 году Кнебель закончил военную карьеру и отправился в Веймар к Виланду. Там в 1774 году он был назначен герцогиней Анной Амалией воспитателем принца Константина и получил чин гофмейстера. Вместе со своим воспитанником он пребывал в Тифурте, где занимался обустройством будущего парка и работал в «Тифуртском журнале».
В 1774 году Кнебель сопровождал Карла Августа и Константина в их поездке в Париж, во время остановки во Франкфурте встретился с Гёте и познакомил с ним принцев. Благодаря мудрому посредничеству Кнебеля состоялось примирение Гёте с Виландом.
С переездом Гёте в Веймар Кнебель стал его самым близким другом. В 1780 году Кнебель закончил воспитательскую работу. В 1789 году он женился на веймарской камерной певице Луизе Рудорфф, и они вместе переехали в Ильменау. В 1805 году они переехали в Йену, где Кнебель умер в 1834 году.
Веймарский классицизм невозможно представить себе без Карла Людвига фон Кнебеля. Чуткий мыслитель и высокоодарённый человек, Кнебель был верным соратником не только Гёте, но и Иоганну Готфриду Гердеру. Благодаря своей способности вдумываться в сочинения своих друзей он оказал большое влияние на процесс их создания.